# فوکه-وولف اف‌و ۴۳
'فوکه-وولف اف‌و ۴۳ (به آلمانی: Focke-Wulf_Fw 43) (در داخل شرکت آ ۴۳ (A 43)) یک هواگرد چندمنظوره سبک تک‌باله تک‌موتوره تک‌سرنشین ساخت شرکت فوکه-وولف بود. این هواگرد نخستین پروازش را در سال ۱۹۳۲ میلادی انجام داد. تنها یک پیش‌نمونه از این هواگرد ساخته شد.

## مشخصات فنی

### مشخصات عمومی
- خدمه: ۱ نفر (خلبان)
- طرفیت: ۲ نفر (مسافر)
- طول: ۸٫۳ متر
- پهنای بال: ۱۰ متر
- ارتفاع: ۲٫۳ متر
- مساحت بال: ۱۴ متر مربع
- وزن خالی: ۷۲۵ کیلوگرم
- وزن ناخالص: ۱۱۲۵ کیلوگرم
- نیرومحرکه: یک موتور پیستونی ۸ سیلندر آرگوس آاِس ۱۰ خنک شونده با هوا: ۲۲۰ اسب بخار - ۱۶۴ کیلو وات

### عملکرد
- حداکثر سرعت: ۲۵۵ کیلومتر بر ساعت
- سرعت فرود: ۱۰۸ کیلومتر بر ساعت
- برد: ۱۰۵۰ کیلومتر بر ساعت
- حداکثر ارتفاع: ۵۱۰۰ متر

### تسلیحات
- یک اژدر ۴۵ سانتی‌متری ام/۱۷